# 东坡区
东坡区是中国四川省眉山市所辖的一个市辖区，得名於宋代著名文學家蘇東坡，2000年在原眉山县行政区域上成立。总面积1331平方公里，2002年人口82万人。

## 行政区划
东坡区下辖3个街道办事处、13个镇：
通惠街道、大石桥街道、苏祠街道、太和镇、尚义镇、多悦镇、秦家镇、万胜镇、思蒙镇、修文镇、松江镇、崇礼镇、富牛镇、永寿镇、三苏镇和复兴镇。

## 文物保护单位
全国重点文物保护单位2处：三苏祠、眉山报恩寺。
省级文物保护单位12处：重瞳观、大旺寺白塔、寨子城、眉州武庙、苏氏墓地、石碓窝摩崖造像、连鳌山石刻、丈六院摩崖造像、陈沟千佛岩摩崖造像、“德利源”酒坊窖群、盘鳌弥陀寺、永寿报本寺。

## 特产
东坡肘子、东坡泡菜：中国地理标志产品。